# Nathaël Julan
Nathaël Julan (Montivilliers, 1996. július 16. – Pordic, 2020. január 3.) francia labdarúgó.

## Pályafutása
2014. május 11-én mutatkozott be a Le Havre második csapatában az Arras ellen, mint saját nevelésű játékos. Október 4-én első gólját szerezte meg az Évry klubja ellen. 2015. október 2-án debütált a 92. percben Alexandre Bonnet cseréjeként a Niort elleni 0–0-ra végződő másodosztályú bajnoki mérkőzésen. 2016. június 16-án írta alá első profi szerződését a Le Havre csapatával. November 4-én a Stade Lavallois ellen első felnőtt gólját szerezte meg a bajnokságban. 2018. január 31-én három és fél évre aláírt az élvonalban szereplő Guingamp csapatához. Szeptember 23-án debütált a Girondins Bordeaux ellen hazai pályán 3–1-re elvesztett bajnoki mérkőzésen, a 77. percben Nolan Roux cseréjeként. 2019. január 10-én a szezon hátralévő részére kölcsönbe került a Valenciennes csapatába. Nyolc nappal később góllal mutatkozott be új klubjában az LB Châteauroux ellen.

## Halála
2020. január 3-án, délután 4 óra 20 perckor a tűzoltókat riasztották a Pordic városában, Saint-Brieuc közelében fekvő város kijáratához egy balesethez, Nathaël edzésről tartott hazafele, amikor elvesztette uralmát személygépjárműve felett. Egyedül utazott, egy másik autóban utazó csapattársa szemtanúja volt a történteknek a Guingamptól nem messze fekvő Pordic felé vezető úton.

## Statisztika
| Klub               | Klub               | Bajnokság | Bajnokság | Kupa  | Kupa | Ligakupa | Ligakupa | Nemzetközi | Nemzetközi | Összesen | Összesen |
| Klub               | Szezon             | Mérk.     | Gól       | Mérk. | Gól  | Mérk.    | Gól      | Mérk.      | Gól        | Mérk.    | Gól      |
| ------------------ | ------------------ | --------- | --------- | ----- | ---- | -------- | -------- | ---------- | ---------- | -------- | -------- |
| Le Havre B         | 2013–14            | 2         | 0         | –     | –    | –        | –        | –          | –          | 2        | 0        |
| Le Havre B         | 2014–15            | 14        | 5         | –     | –    | –        | –        | –          | –          | 14       | 5        |
| Le Havre B         | 2015–16            | 22        | 12        | –     | –    | –        | –        | –          | –          | 22       | 12       |
| Le Havre B         | 2016–17            | 13        | 5         | –     | –    | –        | –        | –          | –          | 13       | 5        |
| Le Havre B         | 2017–18            | 1         | 1         | –     | –    | –        | –        | –          | –          | 1        | 1        |
| Le Havre B         | Összesen           | 52        | 23        | 0     | 0    | 0        | 0        | 0          | 0          | 52       | 23       |
| Le Havre           | 2015–16            | 3         | 0         | –     | –    | –        | –        | –          | –          | 3        | 0        |
| Le Havre           | 2016–17            | 22        | 4         | 3     | 2    | –        | –        | –          | –          | 25       | 6        |
| Le Havre           | 2017–18            | 14        | 3         | 1     | 0    | 2        | 2        | –          | –          | 17       | 5        |
| Le Havre           | Összesen           | 39        | 7         | 4     | 2    | 2        | 2        | 0          | 0          | 45       | 11       |
| Guingamp           | 2017–18            | 0         | 0         | –     | –    | –        | –        | –          | –          | 0        | 0        |
| Guingamp           | 2018–19            | 10        | 0         | 0     | 0    | 1        | 0        | –          | –          | 11       | 5        |
| Guingamp           | 2019–20            | 1         | 0         | 0     | 0    | 1        | 0        | –          | –          | 2        | 0        |
| Guingamp           | Összesen           | 11        | 0         | 0     | 0    | 2        | 0        | 0          | 0          | 13       | 0        |
| Valenciennes       | 2018–19            | 13        | 2         | 0     | 0    | –        | –        | –          | –          | 13       | 2        |
| Valenciennes       | Összesen           | 13        | 2         | 0     | 0    | 0        | 0        | 0          | 0          | 13       | 2        |
| Guingamp B         | 2019–20            | 3         | 2         | –     | –    | –        | –        | –          | –          | 3        | 2        |
| Guingamp B         | Összesen           | 3         | 2         | 0     | 0    | 0        | 0        | 0          | 0          | 3        | 2        |
| Karrierje összesen | Karrierje összesen | 118       | 34        | 4     | 2    | 4        | 2        | 0          | 0          | 126      | 38       |